# Amilcare Ferretti
Amilcare Ferretti, detto Mirko (Alessandria, 25 giugno 1935), è un allenatore di calcio ed ex calciatore italiano, di ruolo mediano.

## Carriera

### Calciatore
Vestì le maglie di Catania, Fiorentina e  Torino in Serie A  per complessive 121 presenze e 17 reti in massima serie, e di Como, Catania e Alessandria in Serie B, per complessive 115 presenze e 4 reti fra i cadetti. Con la Fiorentina giocò la finale di Coppa delle Coppe 1961-1962.

### Allenatore
Negli anni ottanta seguì Luigi Radice al Bologna e al Milan; allenò poi il Torino Primavera, per il quale fu anche osservatore, diresse le giovanili della Valenzana e, in due occasioni, la prima squadra dell'Alessandria, società per la quale ha svolto negli ultimi anni la funzione di responsabile del settore giovanile.

## Palmarès

### Allenatore

#### Competizioni nazionali
- Serie D: 1

Albese: 1974-1975
- Coppa Italia Serie C: 1

Casarano: 1984-1985